# عدد تام
في نظرية الأعداد، العدد التام أو العدد الكامل (بالإنجليزية: Perfect Number)‏ هو عدد طبيعي يساوي مجموع قواسمه(باستثناء نفسه) بما فيها 1.
اكتشف اقليدس وبرهن على أنه إذا كان {\displaystyle M=2^{p}-1\,} عددا أوليا لميرسن، فالعدد
{\displaystyle M\cdot \left({\frac {M+1}{2}}\right)=2^{p-1}(2^{p}-1)}
مثالي.

## أمثلة
أول عدد تام هو 6 لأن 1 و2 و3 هي قواسمه الموجبة ولأن 1 + 2 + 3 = 6.
العدد التام التالي هو 28 لأنه يساوي 1 + 2 + 4 + 7 + 14.

## الاكتشاف
كانت الأعداد التامة الأربعة الأولى معروفة منذ القديم. تم اكتشاف ثمانية وأربعون عدداً تاماً فقط في 2013.
12 عدد تام الأولى هي :
- 6=1+2+3
- 28=1+2+4+7+14
- 496=1+2+4+8+16+31+62+124+248
- 8128=1+2+4+8+16+32+64+127+254+508+1016+2032+4064
- 33550336
- 8589869056
- 137438691328
- 2305843008139952128
- 2658455991569831744654692615953842176
- 191561942608236107294793378084303638130997321548169216
- 13164036458569648337239753460458722910223472318386943117783728128
- 14474011154664524427946373126085988481573677491474835889066354349131199152128

## الأعداد التامة الفردية
لا يعرف إذا كانت هناك أعداد فردية تامة. عدد مثل ذلك يجب أن يكون تفكيكا على الأقل لإحدى عشر عددا أوليا على أن يكون أحدها أكبر من ثلاثين ألفا، وأن يكون أكبر من {\displaystyle 10^{300}}.